# Суонг Сикоын
Суонг Сикоын, он же Кунг, он же Тхорн — камбоджийский революционер, дипломат, участник движения Красных Кхмеров. 
Президент Союза кхмерских студентов. Секретарь ЦК НЕФК. Помощник члена ЦК Компартии Кампучии Иенга Сари. Посол Камбоджи (Демократической Кампучии) по особым поручениям.

## Биография
Суонг Сикоын родился в 1937 году. Его отец умер, когда его Сикоыну было всего три месяца. Учился в колледже Нородома Сианука в Кампонгтяме.
Суонг Сикоын примкнул к студенческому движению, а вскоре стал участвовать в подпольных группах, что вынудило его скрываться в Пномпени большую часть 1953—1954 гг. В дальнейшем смог посещать лицей Сисовата, сохранив при этом на связи с подпольем.
В 1957 году познакомился с Иенгом Сари.
В 1957 году Суонг Сикоын получил грант на обучение во Франции и отправился в Париж, где получил степень магистра географии. Там же в Париже стал активно посещать основанный Иенг Сари марксистский кружок, члены которого впоследствии стали видными деятелями режима Красных Кхмеров.
Пресс-секретарь Движения демократического национального союза.
В молодости восхищался Робеспьером и Пол Потом, но затем, отойдя от Красных Кхмеров, заявлял, что предпочёл бы быть сианукистом и сторонником буддистского социализма.
Во время процесса над Красными Кхмерами проходил свидетелем по «делу 002», выступал в защиту осужденных за геноцид Нуона Чеа и Кхиеу Самфана.

## Личная жизнь
Будучи студентом, в 1967 году женился на молодой учительнице французского языка — Лоранс Пик.